# کنترل‌کننده پی‌آی‌دی

اثر تغییر پارامترهای مختلف یک کنترل‌کننده PID ایده‌آل روی پاسخ پله یک سیستم خطی. ضریب Kp سرعت سیستم را افزایش می‌دهد و خطای حالت دائم را تا حدودی کاهش می‌دهد (اما صفر نمی‌کند). افزودن جمله انتگرالی (ضریب Ki) خطای حالت دائم را صفر می‌کند، اما مقدار زیادی نوسانات ناخواسته (overshoot) به پاسخ گذرا اضافه می‌نماید. جمله مشتقی (Kd) نوسانات پاسخ گذرا را تضعیف کرده و پاسخ پله را به شکل پله ایده‌آل نزدیک می‌نماید.

کنترل‌کننده پی‌آی‌دی (به انگلیسی: proportional–integral–derivative controller (PID controller)) از رایج‌ترین نمونه‌های الگوریتم کنترل بازخوردی است که در بسیاری از فرایندهای کنترلی نظیر کنترل سرعت موتور DC، کنترل فشار، کنترل دما و… کاربرد دارد. کنترل‌کننده PID مقدار «خطا» بین خروجی فرایند و مقدار ورودی مطلوب (setpoint) محاسبه می‌کند. هدف کنترل‌کننده، به حداقل رساندن خطا با تنظیم ورودی‌های کنترل فرایند است.
کنترل‌کننده PID (تناسبی-انتگرالی-مشتق‌گیر) به‌طور خودکار اقدامات اصلاحی را برای رساندن مقدار PV (متغیر فرایند) به همان مقدار SP (نقطه تنظیم) با استفاده از سه روش اعمال می‌کند:
- مولفه تناسبی (P): این مولفه به مقدار خطای فعلی با تولید خروجی‌ای که مستقیماً متناسب با بزرگی خطا است، پاسخ می‌دهد. این کار تصحیح فوری را بر اساس میزان فاصله سیستم از نقطه تنظیم مطلوب فراهم می‌کند.
- مولفه انتگرالی (I): این مولفه مجموع تجمعی خطاهای گذشته را برای رفع هرگونه خطای پایا (steady-state) باقیمانده که در طول زمان ادامه دارد، در نظر می‌گیرد و مغایرت‌های طولانی‌مدت را از بین می‌برد.
- مولفه مشتق‌گیر (D): این مولفه با ارزیابی نرخ تغییر خطا، خطای آینده را پیش‌بینی می‌کند که به کاهش فراجهش (overshoot) و افزایش پایداری سیستم کمک می‌کند، به‌ویژه زمانی که سیستم دچار تغییرات سریع می‌شود.

سیگنال خروجی PID می‌تواند مستقیماً عملگرها را از طریق ولتاژ، جریان یا سایر روش‌های مدولاسیون، بسته به کاربرد، کنترل کند. کنترل‌کننده PID احتمال خطای انسانی را کاهش داده و اتوماسیون را بهبود می‌بخشد.
یک مثال رایج، سیستم کنترل کروز خودرو است. به عنوان مثال، هنگامی که یک خودرو با یک تپه روبرو می‌شود، اگر توان خروجی موتور ثابت نگه داشته شود، سرعت آن کاهش می‌یابد. کنترل‌کننده PID توان خروجی موتور را برای بازگرداندن خودرو به سرعت مطلوب تنظیم می‌کند و این کار را به‌طور کارآمد با حداقل تأخیر و فراجهش انجام می‌دهد.
پایه نظری کنترل‌کننده‌های PID به اوایل دهه ۱۹۲۰ با توسعه سیستم‌های فرمان خودکار برای کشتی‌ها بازمی‌گردد. این مفهوم بعدها برای کنترل فرایند خودکار در تولید، ابتدا در عملگرهای پنوماتیک و سپس به کنترل‌کننده‌های الکترونیکی، مورد استفاده قرار گرفت. کنترل‌کننده‌های PID به‌طور گسترده در کاربردهای بی‌شماری که نیاز به کنترل خودکار دقیق، پایدار و بهینه دارند، مانند تنظیم دما، کنترل سرعت موتور و مدیریت فرآیندهای صنعتی استفاده می‌شوند.

## عملکرد

بلوک دیاگرام یک کنترلر PID

PID از سه قسمت مجزا به نام‌های Proportional (تناسبی)،Integral (انتگرال‌گیر) و Derivative (مشتق‌گیر) تشکیل شده که هر کدام از آن‌ها سیگنال خطا را به عنوان ورودی گرفته و عملیاتی را روی ان انجام می‌دهند و در نهایت خروجی شان با هم جمع می‌شود. خروجی این مجموعه که همان خروجی کنترل‌کننده PID است برای اصلاح خطا (error) به سیستم فرستاده می‌شود.
فرمول استاندارد PID به فرم زیر است:
{\displaystyle \mathrm {Output(t)} =K_{p}\left(\,{e(t)}+{\frac {1}{T_{i}}}\int _{0}^{t}{e(\tau )}\,{d\tau }+T_{d}{\frac {de(t)}{dt}}\right)}
بنابراین تابع تبدیل یک کنترل‌کننده PID به صورت زیر درمی‌آید:
{\displaystyle G_{c}=K_{p}+{\frac {K_{i}}{s}}+K_{d}s}
که در آن:{\displaystyle K_{i}={\frac {K_{p}}{T_{i}}}}  و  {\displaystyle K_{d}=KpT_{d}}
در بسیاری از کنترل‌کننده‌ها به علت حساسیت عبارتِ مشتق نسبت به نویز و دشواری اجرا، از آن صرف نظر و کنترل را به صورت PI پیاده‌سازی می‌کنند.
سیگنال {\displaystyle u(t)} (خروجی PID) بر اساس نسبتی از خطای کنونی سیستم (عملکرد حاضر)، به اضافه مجموع خطاهای سیستم (رفتار گذشته)، به اضافه مشتق خطای کنونی (تخمین خطی رفتار آینده) محاسبه می‌شود و برای اصلاح خطا به سیستم اعمال می‌گردد.
ضرایب {\displaystyle K_{p}}، {\displaystyle T_{i}} و {\displaystyle T_{d}} نیز می‌توانند با روش‌های شناخته شده‌ای مانند تابع انتقال به صورت بهینه محاسبه شوند. یکی از روشهای بسیار متداول در محاسبه ضرایب کنترل‌کننده‌های PID روش زیگلر نیکولز است، اگرچه در کاربردهای عملی، به‌طور رضایت بخش می‌توانند با آزمون و خطا و مشاهده رفتار سیستم به‌طور تقریبی تعیین گردند.

### تنظیم
تنظیم (Tuning) به معنای ایجاد تعادل بین تأثیرات سه مولفه P, I و D برای دستیابی به عملکرد بهینه کنترل است. ثابت‌های تنظیم که در ادامه با "K" نشان داده شده‌اند، باید برای هر کاربرد کنترلی به‌طور جداگانه محاسبه شوند، زیرا به ویژگی‌های پاسخ‌گویی سیستم فیزیکی (خارج از کنترل‌کننده) بستگی دارند.
این ثابت‌ها تحت تأثیر عوامل زیر هستند:
- رفتار حسگر اندازه‌گیری: دقت و سرعت پاسخ‌گویی حسگر.
- عنصر کنترل نهایی (Final Control Element): مانند یک شیر کنترل که مستقیماً بر فرایند تأثیر می‌گذارد.
- تأخیرهای سیگنال کنترل: هرگونه تأخیر در انتقال سیگنال‌های کنترلی.
- خود فرایند: ویژگی‌های دینامیکی سیستمی که کنترل می‌شود.

معمولاً می‌توان با دانستن نوع کاربرد، مقادیر تقریبی ثابت‌ها را در ابتدا وارد کرد. با این حال، این مقادیر معمولاً با اعمال تغییر در نقطه تنظیم (setpoint) و مشاهده پاسخ سیستم، اصلاح یا «تنظیم» می‌شوند تا به بهترین عملکرد دست یابند.

### نحوه عملکرد کنترل در PID
هم مدل ریاضی و هم حلقه کنترلی عملیاتی که پیش‌تر توضیح داده شد، از عملکرد کنترلی مستقیم (direct control action) برای تمام مولفه‌ها استفاده می‌کنند. این به این معنی است که افزایش خطای مثبت منجر به افزایش تصحیح مثبت در خروجی کنترل می‌شود. دلیل این امر این است که «خطا» در اینجا به معنای انحراف از نقطه تنظیم (واقعی - مطلوب) نیست، بلکه در واقع به معنای تصحیح مورد نیاز (مطلوب - واقعی) است.
سیستم زمانی عملکرد معکوس (reverse acting) نامیده می‌شود که لازم باشد یک عمل تصحیحی منفی اعمال شود. به عنوان مثال، اگر در یک حلقه کنترل جریان، دریچه برای ۰–۱۰۰٪ خروجی کنترل، به صورت ۱۰۰–۰٪ باز شود (یعنی با افزایش خروجی کنترل، دریچه بیشتر بسته شود)، به این معناست که عملکرد کنترل‌کننده باید معکوس شود.
برخی از طرح‌های کنترل فرایند و عناصر کنترل نهایی نیاز به این عملکرد معکوس دارند. یک مثال خوب، شیر آب خنک‌کننده است. در این حالت، حالت ایمن در برابر خرابی (fail-safe) در صورت از دست دادن سیگنال، باز شدن ۱۰۰٪ شیر خواهد بود؛ بنابراین، ۰٪ خروجی کنترل‌کننده باید منجر به ۱۰۰٪ باز شدن شیر شود.